# Miroslav Berkman
Miroslav Berkman (* 26. září 1932 Praha) je bývalý český automobilový a silniční motocyklový závodník.

## Závodní kariéra
V místrovství Československa startoval v letech 1955-1957. V celkové klasifikaci skončil nejlépe v letech 1956 a 1957 na 3. místě ve třídě do 500 cm³. Později startoval se závodními monoposty Tatra.

## Umístění
- Mistrovství Československa silničních motocyklů
  - 1955 třída do 250 cm³ – 5. místo
  - 1955 třída do 350 cm³ – 5. místo
  - 1955 třída do 500 cm³ – 5. místo
  - 1956 třída do 250 cm³ – 7. místo
  - 1956 třída do 500 cm³ – 3. místo
  - 1957 třída do 500 cm³ – 3. místo